# Petrupoli (gmina)
Petrupoli (gr. Δήμος Πετρουπόλεως, Dimos Petrupoleos) – gmina w Grecji, w administracji zdecentralizowanej Attyka, w regionie Attyka, w jednostce regionalnej Ateny-Sektor Zachodni. Siedzibą i jedyną miejscowością gminy jest Petrupoli. W 2011 roku liczyła 58 979 mieszkańców.